# Химна Бахреина
Химна Бахреина носи назив (арап. بحريننا, дословце Наш Бахреин).

## Историја
Постоје две верзије са истом мелодијом, али са различитим речима. Прва је коришћена од независности Бахреина 1971. до 2002. године. Друга верзија је у употреби од Референдума о уставним амандманима када је владар државе, Хамад ибн Иса ел Халифа проглашен за краља, а држава за краљевину.
Оригинални текст је написао Мухамед Судки Ајаш (рођен 1925). Композитор мелодије је непознат, али је касније прекомпоновао певач и композитор Ахмед ел Џумејри и извео је химну заједно са Лондонским Филхармонијским оркестром, кда је озваничена тренутна химна.

## Садашњи текст химне
| Арапски оригинал                    | Транскрипција                                      | Српски превод                                 |
| ----------------------------------- | -------------------------------------------------- | --------------------------------------------- |
| بحريننا                             | Baḥraynunā                                         | Наш Бахреин                                   |
| مليكنا                              | Malīkunā                                           | Наш краљ                                      |
| رمز الوئام                          | Ramzu l-wi’ām                                      | Симбол хармоније                              |
| دستورها عالي المكانة والمقام        | Dustūruhā ‘ālī 'l-makānati wa-l-maqām              | Његов Устав је на високом месту               |
| ميثاقها نهج الشريعة والعروبة والقيم | Mītāquhā nahgu s-sarī‘ati wa-l-‘urūbati wa-l-qiyam | Његов Статут су шеријат, арабизам и вредности |
| عاشت مملكة البحرين                  | ‘Āshat mamlakatu al-Baḥrayn                        | Живела краљевина Бахреин!                     |
| بلد الكرام                          | Baladu 'l-kirām                                    | Земља племића,                                |
| مهد السلام                          | Mahdu 's-salām                                     | Колевка мира,                                 |
| دستورها عالي المكانة والمقام        | Dustūruhā ‘ālī 'l-makānati wa-l-maqām              | Њен Устав је на високом месту                 |
| ميثاقها نهج الشريعة والعروبة والقيم | Mītāquhā nahgu s-sarī‘ati wa-l-‘urūbati wa-l-qiyam | Њен Статут су шеријат, арабизам и вредности   |
| عاشت مملكة البحرين                  | ‘Āshat mamlakatu al-Baḥrayn                        | Живела краљевина Бахреин!                     |